# Strumigenys wheeleri
Strumigenys wheeleri är en myrart som beskrevs av Mann 1921. Strumigenys wheeleri ingår i släktet Strumigenys och familjen myror. Inga underarter finns listade i Catalogue of Life.